# Bebot
"Bebot" (em português:  Mulher Bonita) é uma canção do grupo norte-americano Black Eyed Peas em seu álbum de 2005, Monkey Business. Dois videoclipes para "Bebot" foram filmados em Julho de 2006 lançados na internet em 4 de Agosto de 2006. Os vídeos foram dirigidos por Patricio Ginelsa (Kid Heroes Productions) que também dirigiu o clipe "The Apl Song" e produziu o filme de ação/comédia norte-americano Lumpia. Um dos clipes foi filmado em várias regiões de Los Angeles, Califórnia, sendo que uma das localizações inclui o Parque Kenneth Hahn, onde o clipe da canção "Nothing But A G Thang" de Dr. Dre também foi filmado. O outro clipe tem um clima na época da década de 1930 e se foca em mostrar a vida dos imigrantes filipinos no Vale Central da Califórnia como fazendeiros. O primeiro vídeo está no DVD musical de 2006 do Black Eyed Peas, "Live From Sydney To Vegas".

## Origem e lançamento
O termo "Bebot", em filipino, significa "bela mulher", "vadia quente", "sexy", "baby/babe". O vídeo de "Bebot" mostra filipinos, americo-filipinos e várias outras etnias asiáticas em Los Angeles (coreano-americano, nipo-americano, sino-americano, tai-americano, indo-americano, vietno-americano, entre outros). O single não foi lançado nos EUA e sim nas Filipinas e em alguns outros países asiáticos. A canção apresenta um episódio de Ugly Betty, Swag, tocado sempre que Oshi aparece ou vai embora.
Em Janeiro de 2007, a Rádio BBC tocou a canção em sua programação. [carece de fontes?]